# Füzi János (lelkész)
Homoródkarácsonyfalvi Füzi János (Karácsonfalva, 1776 – Kolozsvár, 1833. október 6.) unitárius lelkész, tanár.

## Élete
Füzi Ferenc bátyja volt. Iskoláit Székelykeresztúron és Kolozsvárott végezte, majd közköltségen a göttingeni egyetemre ment. Hazatérte után 1806-ban a kolozsvári unitárius főiskolában a bölcselet tanára lett, de emellett a papi teendőket is ellátta. 1824-ben rendes pappá választották, ugyanekkor már generalis notarius volt. 1830-ban agyvérzést kapott, s előbb papi, 1831-ben tanári szolgálatai alól felmentették.

## Munkái
- A valóságos ember képének két fővonásai, a jó ember és nemes érzetű polgár lerajzolva egy halotti beszédben, melyet idősb kolosvári Ágoston Márton úrnak Kolosvár érdemes senatorának utolsó tisztessége megadására irt s el is mondott 1806-ban a második hó 2-án. Kolozsvár, 1806. (Az első beszédet: A jó senator leirása cz. F. tartotta; a másodikat Ferenczy János mondotta).
- A keresztény vallás igazi és belső valósága egy beszédben foglalva, melyet felső parancsból irt s el is mondott az unitáriusoknak ns. Udvarhely-Székben Vargyason tartatott közönséges sinati gyűlésében, 1806-ban a VI-dik hó 30-kán. Kolozsvár, 1807.
- A gyenge nem erősítése egy halotti beszédben, melyet néhai Pákei Pákei Judit asszonynak, néhai... unitárius pap Fejérvári Sámuel úr özvegyének, utolsó tisztessége megadása végett készített s a kolosvári unitárium templomban el is mondott. Kolozsvár, 1808.
- Ker. Mária. Halotti prédikáczió tarcsafalvi Pálffy Mária Szentiványi Zsigmondné felett. Kolozsvár, 1808.
- A bölcs ember szemléltetés formáltatásában és nagyságában... főtiszt. nagyajtai Lázár István úrnak, az erdélyi unitárius ekklesiák és oskolák volt superintendensének utolsó tisztessége megadására irt és el is mondott a kolosvári unitárium templomban 1811. nov. 10. Kolozsvár, 1812. (Főczím: A bölcs előljáró lerajzolva két halotti beszédekben, melyek nagy-ajtai Lázár István unitárius superintendensnek végső megtiszteltetésére mondattak).

Írt még tankönyveket is, amelyek kéziratban maradtak.